# Oreopanax guatemalensis
Oreopanax guatemalensis är en araliaväxtart som först beskrevs av Charles Lemaire och Julius Friedrich Wilhelm Bosse, och fick sitt nu gällande namn av Joseph Decaisne och Jules Émile Planchon. Oreopanax guatemalensis ingår i släktet Oreopanax och familjen Araliaceae. Inga underarter finns listade.